# Port lotniczy Oswaldo Guevara Mujica
Aeropuerto General de Brigada Oswaldo Guevara Mujica – port lotniczy zlokalizowany w mieście Acarigua w Wenezueli.